# Lycée Corneille

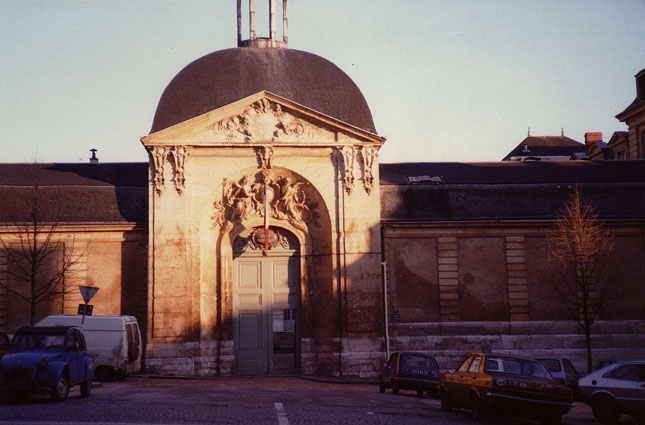
Lycée Corneille, Rouen, 2009

Das Lycée Pierre-Corneille in der nordfranzösischen Hafenstadt Rouen ist eine 1593 von Jesuiten gegründete Mittelschule, aus der etliche weltweit bekannte Absolventen hervorgingen. Die ursprünglich kirchlich geführte Schule wurde wie viele andere durch das Gesetz zur Trennung von Kirche und Staat im Jahr 1905 verstaatlicht.

## Lehrer
| - Mongo Beti (Alexandre Biyidi), Schriftsteller |

## Absolventen
| - Jules Adeline, Graveur - Louis Anquetin (1861–1932), Maler - Jean-Jacques Antier, Journalist und Schriftsteller - Reynold Arnould, Maler - Nicolas Bazire - Jacques-Henri Bernardin de Saint-Pierre, Schriftsteller - Antoine Blondin, Schriftsteller - Emile Blondel Wissenschaftler - Pierre Bourguignon, Mitglied der Nationalversammlung - Armand Carrel, Publizist - Marcel Duchamp, Maler und Objektkünstler - Robert Cavelier de La Salle, Entdecker - Claude Chappe - Patrick Chesnais, Schauspieler und Regisseur - Ernest Conseil, Biologe - Pierre Corneille, Schriftsteller - Thomas Corneille, Schriftsteller - Camille Corot - Léon Coutil - Alfred Darcel - Lucien Dautresme, Komponist und Politiker - Eugène Delacroix, Maler - François Depeaux - André Derocque - Descroizille, Wissenschaftler - Auguste Dorchain - Georges Dubosc, Journalist - Édouard Dujardin, Schriftsteller - Pierre-Louis Dulong Wissenschaftler - Pierre Dumont - Marcel Dupré, Organist - Charles Féré, Arzt - Gustave Flaubert, Schriftsteller - Bernard le Bouyer de Fontenelle, Schriftsteller | - Henri Gadeau de Kerville - Dominique Gambier, Politiker - Pierre Giffard, Schriftsteller - Alain Lebaube, Schriftsteller - Maurice Leblanc, Schriftsteller - Jean Lecanuet, Politiker - Maurice Louvrier, Maler - André Marie, Politiker - Émile Masqueray, Anthropologe und Ethnologe - Guy de Maupassant, Schriftsteller - André Maurois, Schriftsteller - Jean-Luc Mélenchon, Politiker - Paul Marie Mirouel - Charles Muller, Schriftsteller - Charles Nicolle, Arzt - Marcel Nicolle - Farid Paya, Regisseur - Thomas Pesquet, Astronaut - Robert Antoine Pinchon, Maler - Jean Prévost - Jean-Baptiste Prévost - Torstein Raaby - André Renaudin - Jacques Rivette, Regisseur - Jean Rochefort, Schauspieler - Léon de Vesly, Archäologe - Karin Viard, Schauspielerin - Jacques Villon - Francis Yard - Étienne Wolff - Philippe Zacharie |